# Big Wells (Teksas)
Big Wells je grad u američkoj saveznoj državi Teksas. Prema popisu stanovništva iz 2010. u njemu je živjelo 697 stanovnika.